# Fokker F50
Fokker 50 je turboprop zrakoplov zamišljen kao poboljšani nasljednik svog vrlo uspješnog prethodnika, Fokkera F27 Friendshipa dok je Fokker 60 produžena teretna inačica. Oba zrakoplova su izgrađivana u fokkerovoj tvornici u Nizozemskoj. Fokker 60 je također koristilo Ratno zrakoplovstvo Nizozemske. 

## Razvoj

### Fokker 50
Fokker 50 je dizajniran nakon pada prodaje Fokkera F27 1980-ih. Fokkerova uprava smatrala je opravdanim izradu moderniziranog zrakoplova na osnovama Fokkera F27 i Fokkera F28. Dizajniranje Fokkera 50 započeto je tijekom 1983. godine a aviotvrtke DLT i Ansett Airlines bili su prvi kupci. 
Fokker je izradio dva prototipa na osnovi konstrukcije F27. Prvi je poletio 28. prosinca 1985. a certifikat   Ministarstva zrakoplovstva Nizozemske dobiven je 1987. godine kada je i dostavljen prvi proizvedeni zrakoplov njemačkom DLT-u. Nakon gašenja aviotvrtke Fokker, 1996.,  završena je i izrada ovog aviona. Posljednji zrakoplov isporučen je godinu dana kasnije. Ukupno je izrađeno 213 Fokkera 50. Prema podatcima iz kolovoza 2006. 171 F50 bio je u redovnom servisu. Veći korisnici su: Malaysia Airlines (10), Denim Air (12), KLM Cityhopper (14), Skyways Express (18) i VLM Airlines (20). Još oko 27 aviotvrtki koristi manji broj ovih aviona.

### Fokker 60
Fokker 60 je za 1,62 m duži od F50 (ukupne dužina mu je 26,87 m). Da desnoj strani, odmah iza pilotske kabine, ima velika teretna vrata. Izrađena su samo četiri aviona za Ratno zrakoplovstvo Nizozemske. Kao dio 334 eskadrile korišteni su za prijevoz vojne opreme, vojnika i padobranaca. Započeta je izrada još 60 aviona ali radi propasti tvrtke nikada nisu završeni. 2005. godine dva aviona su preinačena za potrebe patroliranja te su predana Ratnoj mornarici Nizozemske. Nakon dvije godine avioni su prizemljeni a zamijenili su ih civilni DHC-8. Posljednji let originalni Fokker 60 imao je u studenom 2006. Trenutno su prizemljeni u Zračnoj bazi Woensdrecht i čekaju svog kupca.

### Dizajn
Fokker 50 nastao na produženoj konstrukciji F27-500. Trup dobio je više manjih prozora a prednje podvozje je imalo dva kotača. Osnovna konstrukcija trupa, krila i repnih površina nije se mijenjala ali je povećana uporaba kompozitnih materijala. S Pratt & Whitney Canada PW124 turbo-prop motorima sa šesterokrakim propelerom ekonomičniji je i postiže 12% veću brzinu od F27. Pneumatski sustavi zamijenjeni su hidrauličnim, ugrađene su elektroničke kontrole motora i propelera.  
Pilotska kabina opremljena je EFIS sustavom. Prvi prototip uzletio je 28. prosinca 1985., a prvi F50 13. veljače 1987. iste godine Lufthansa uvodi zrakoplov u svoju flotu. Fokker 50 može prevesti do 62 putnika na udaljenost od 2.000 km.

## Inačice

#### Fokker 50
- F27 Mark 050  - inačica prodavana kao Fokker 50 (označavana i kao Fokker 50-100). Dizajniran na temelju F27 Mark 500, s dva Pratt & Whitney Canada PW125B ili PW127B turboprop motora koji pokreću šesterokrake propelere.

- F27 Mark 0502  - inačica prodavana također kao Fokker 50 (kaoi 050). Avion je imao preinačeni unutarnji raspored i promijenjen tip zadnjih izlaza u slučaju opasnosti. Izrađeno je šest aviona, po dva za Ratno zrakoplovstvo Nizozemske, Ratno zrakoplovstvo Singaporea i Bruneie[3]).

#### Fokker 60
- F27 Mark 0604 -  inačica prodavana kao Fokker 60. Avion je imao produženi trup (1,02 m ispred krila i 0,80 m iza krila), velika teretna vrata na prednjoj desnoj strani trupa a pokretala su ga dva Pratt & Whitney PW127B turbo-prop motora. Izrađena su samo četiri aviona.[4]

## Tehničke karakteristike (Fokker 50-100)
Izvori podataka: "Jane's "
Osnovne karakteristike
- posada: 2
- kapacitet: do 58 putnika
- dužina: 25,247 m
- raspon krila: 29 m
- površina krila: 70 m2
- visina: 8,317 m
- širina trupa: 2,70 m

Letne karakteristike
- ekonomska brzina: 522 km/h (282 knota, 325 mph)
- dolet: 2.055
- najveća visina leta: 7.620 m
- specifično opterećenje krila: 285 kg/m2
- motor: 2× Pratt & Whitney Canada PW125B turboprop motora